# Arena Midt
Arena Midt er et sports- og kulturcenter i Kjellerup, Silkeborg Kommune, hvor der kan afvikles sportsbegivenheder, messer, koncerter mv. Det åbnede i 2010, men idéen opstod i midten af 1980'erne, da byen gerne ville have en ekstra hal, hvilket endte med at blive til en arena, beregnet til flere forskellige slags arrangementer.
Finalen i DHF's Landspokalturnering 2011 for kvinder blev afholdt i hallen.